# Гаревка (приток Енисея)
Гаревка (устар. Горевка) — река в Енисейском районе Красноярского края, правый приток Енисея.
Длина реки 99 км, площадь водосборного бассейна — 900 км². Исток Гаревки находится в горах Енисейского кряжа, на высоте свыше 480 м, река горная, порожистая, течёт, часто меняя направление, в основном, на юго-запад. Впадает в Енисей на высоте 50 м над уровнем моря, в 1833 км от устья.

### Притоки
- Полой (Левый Полой) — в 30 км по правому берегу, длина 17 км[6];
- Чёрная — в 31 км по левому берегу, длина 17 км[7];
- река без названия (на карте — Хариусовка[5]) — в 37 км по левому берегу, длина 17 км[8];
- Малая Гаревка — в 72 км по правому берегу, длина 19 км[9].

Кроме того, в государственном водном реестре записан ещё один приток без названия длиной 10 км, впадающий справа, в 46 км по правому берегу, а на топокарте подписаны два впадающих в низовье притока — Каменистыйй левый и Лесной 1-й — правый.
По данным государственного водного реестра России относится к Енисейскому бассейновому округу. Код объекта — 17010400112116100028756.